# 13-as vízibusz (Velence)
A velencei 13-as jelzésű vízibusz a Fondamente Nove és Treporti között közlekedik. A viszonylatot az ACTV üzemelteti.

## Története
A 13-as vízibusz eredetileg csak San Erasmo, Capannone megállóig közlekedett csak, majd rövid ideig csak San Erasmo megállóit érintette, Treportiig nem ment el. 2004-től Lazzaretto Nuovón feltételes megállót létesítettek, ahol csak nyáron és csak kérésre áll meg.
A 13-as járat története:
| Időszak     | Járat- szám | Megállók |
| ----------- | ----------- | --- |
| 1978 – 1983 | 13          | Fondamente Nove – Murano (Faro) – Vignole – Mazzorbo – San Erasmo                                                                                |
| 1984 – 1991 | 13          | Fondamente Nove – Murano (Faro) – Vignole – Mazzorbo – San Erasmo (Capannone) – San Erasmo (Chiesa) – San Erasmo (Punta Vela)                    |
| 1992 – 2004 | 13          | Fondamente Nove – Murano (Faro) – Vignole – Mazzorbo – San Erasmo (Capannone) – San Erasmo (Chiesa) – San Erasmo (Punta Vela) – Treporti         |
| 2004 – ma   | 13          | Fondamente Nove – Murano (Faro) – Vignole – Lazzaretto Nuovo – San Erasmo (Capannone) – San Erasmo (Chiesa) – San Erasmo (Punta Vela) – Treporti |

## Megállóhelyei
| sz. | idő (perc) | megállóhely neve       | sz. | idő (perc) | átszállási kapcsolatok                                                       | látnivalók                            |
| --- | ---------- | ---------------------- | --- | ---------- | ---------------------------------------------------------------------------- | ------------------------------------- |
| 0   | 0          | Fondamente Nove        | 7   | 60         | 4.1, 4.2, 5.1, 5.2, 12, 22, M-LN, N-M, Alilaguna A, Alilaguna B, Alilaguna G | Gesuiti                               |
| 1   | 9          | Murano Faro            | 6   | 51         | 3, 4.1, 4.2, 7, 12, 18, N-LN, N-M, Colombina                                 | Faro, Stazione Sperimentale del Vetro |
| 2   | 17         | Vignole                | 5   | 43         | N-LN                                                                         |                                       |
| 3   | 25         | Lazzaretto Nuovo       | 4   | 35         |                                                                              | Itt csak előzetes kérésre áll meg!    |
| 4   | 27         | San Erasmo, Capannone  | 3   | 33         | N-LN                                                                         |                                       |
| 5   | 40         | San Erasmo, Chiesa     | 2   | 20         | N-LN                                                                         |                                       |
| 6   | 47         | San Erasmo, Punta Vela | 1   | 13         | N-LN                                                                         |                                       |
| 7   | 60         | Treporti               | 0   | 0          | 12, 14, N-LN                                                                 | Treporti                              |

Megjegyzés: A dőlttel szedett járatszámok időszakos (nyári) járatokat jelölnek.